# Cupressina pacifica
Cupressina pacifica là một loài Rêu trong họ Hypnaceae. Loài này được (Mitt.) Müll. Hal. mô tả khoa học đầu tiên năm 1896.